# デーズロ
デーズロ（イタリア語: Desulo）は、イタリア共和国サルデーニャ自治州ヌーオロ県にある、人口約2,300人の基礎自治体（コムーネ）。

## 地理

### 位置・広がり

#### 隣接コムーネ
隣接するコムーネは以下の通り。
- アリッツォ
- アルツァナ
- ベルヴィ
- フォンニ
- オヴォッダ
- ティーアナ
- トナーラ
- ヴィッラグランデ・ストリザーイリ

## 行政

### 分離集落
デーズロには、以下の分離集落（フラツィオーネ）がある。
- Asuai, Issiria, Ovolaccio